# Simpert Niggel
Simpert Niggel (* 14. Oktober 1710 in Schwangau; † 17. Juli 1785 in Füssen; auch Sympertus Niggl/Niggell) war der bekannteste Füssener Geigenbauer im 18. Jahrhundert.

## Leben

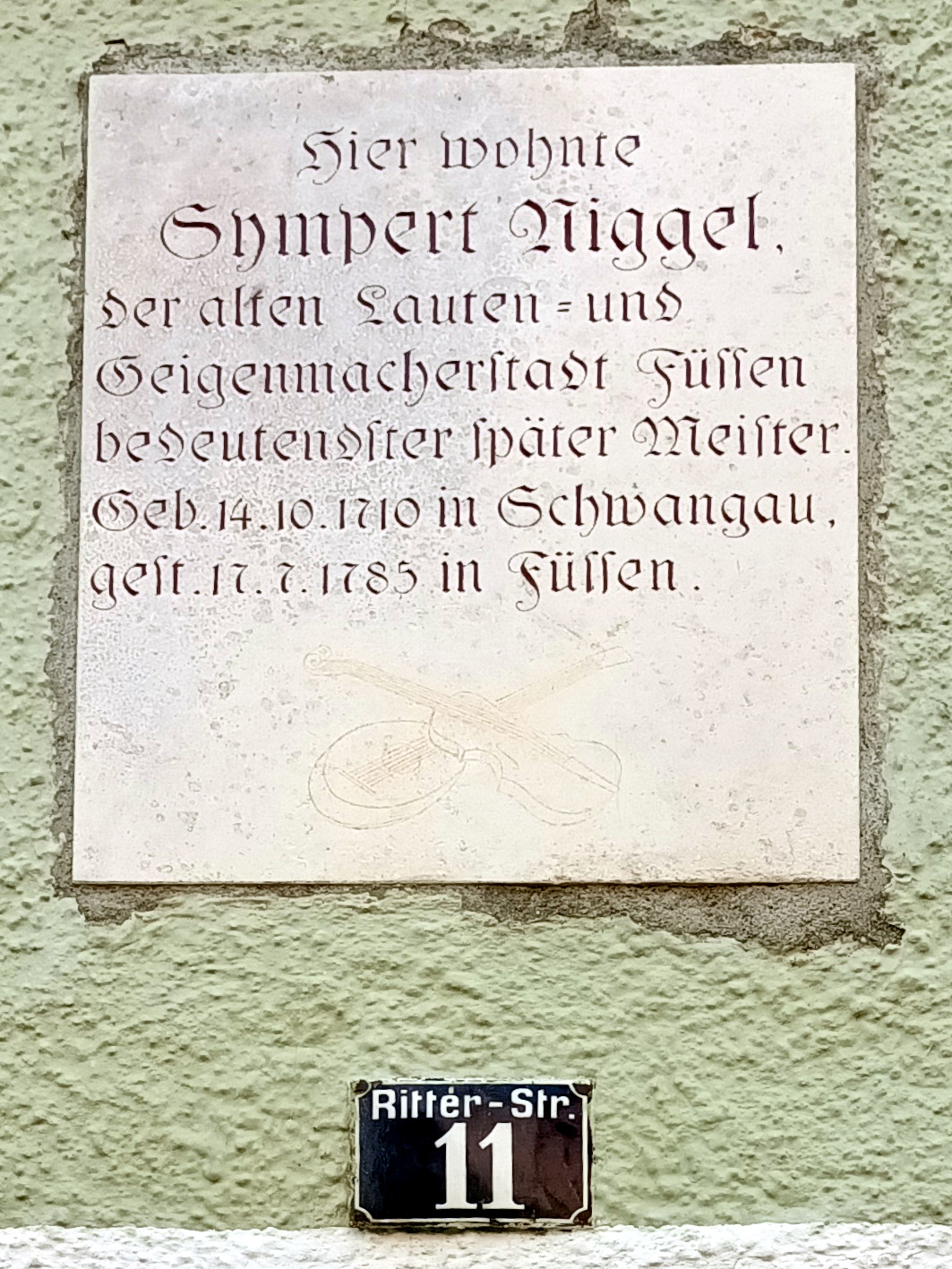
Gedenktafel an Niggels Wohnhaus in Füssen

Simpert Niggel wurde als Sohn eines Wagners geboren und in Waltenhofen, das heute zur Gemeinde Schwangau gehört, getauft. Im 17./18. Jahrhundert gab es mindestens einen namensverwandten Lautenbauer, den Füssener Simpert Nigg/Niggl (1702–1759), mit dem er nach heutigem Wissen nicht verwandt war. 1740 erhielt Niggel das Stadtbürgerrecht in Füssen. Er heiratete Maria Regina Ott, Tochter des Füssener Lautenbauers Johann Ott (1674–1736), bei dem er möglicherweise bereits in Lehre gegangen war und dessen Werkstatt er übernahm. Von 1744 bis 1749 arbeitete Niggel als Werkstattnachfolger von Joseph Anton Stoß. Niggels Ehe blieb kinderlos, er nahm jedoch den Waisen Johann Anton Gedler, mit dessen Eltern seine Frau verwandt war, bei sich auf und bildete ihn als Geigenbauer aus.

## Instrumente
Stand 2022 sind 15 erhaltene Instrumente aus Niggels Werkstatt bekannt. Acht davon sind im Besitz des Museums der Stadt Füssen, darunter eine Violine (ca. 1739), eine Mandora (1747), eine Viola d’amore (1759), ein Kontrabass (1763) und zwei Violoncelli (1767 und 1778). Das Tiroler Landesmuseum und das Musikinstrumentenmuseum der Universität Leipzig besitzen je ein Violoncello (1743 und 1758) und das Germanische Nationalmuseum eine Laute (1754).